# Doc Souchon
Edmond „Doc“ Souchon (* 25. Oktober 1897 in New Orleans; † 24. August 1968 ebenda) war ein US-amerikanischer Arzt, Jazzmusiker (Gitarre, Banjo, Gesang) und Autor. Er gilt als einer der wichtigen Protagonisten beim Revival des New Orleans Jazz in der Mitte des 20. Jahrhunderts.

## Leben
Souchon spielte während und nach dem Ersten Weltkrieg mit der Six and Seven Eighths String Band. Dann wurde er in Chicago zum Mediziner ausgebildet (mit dem Abschluss M. D. (Medical Doctor), daher sein Zuname Doc). Er praktizierte als Arzt seit 1923. Schon früh wirkte er am Management des New Orleans Jazz Club mit und war in den Anfangsjahren dessen Vorsitzender. Darüber hinaus war er ab 1942 für die National Jazz Foundation aktiv.
1945 betrieb er die Wiederbelebung der Six and Seven Eighths String Band. Er  machte in den 1960er Jahren Aufnahmen unter eigenem Namen mit Musikern des New Orleans Jazz wie Johnny Wiggs, Sherwood Mangiapane, Papa Jack Laine, Raymond Burke und Paul Barbarin. Auch nahm er mit Johnny Wiggs, Merle Koch und Doc Evans auf.
Souchon hatte bei dem Radiosender WWL sein eigenes wöchentliches Programm und war von 1951 bis zu seinem Tod 1968 Herausgeber der Zeitschrift Second Line des New Orleans Jazz Club. Daneben war er Mitarbeiter des New Orleans Jazz Museum und arbeitete für Jazz-Magazine wie Jazz und Jazz Report. Außerdem stellte er mit Al Rose einen Fotoband zusammen (New Orleans Jazz: A Family Album, 1967). Seine Schallplattensammlung mit etwa 2000 Aufnahmen des New Orleans Jazz aus dem Nachlass wurde der New Orleans Public Library übergeben.

## Diskographische Hinweise
- Early New Orleans Minstrel Days
- Doc Souchon and his Milneburg Boys (GHB, 1969) mit Armand Hug, Monk Hazel, Raymond Burke, Mike Lala, Chink Martin, Jack Delaney, Pinky Vidacovich, Bill Crais, Sharkey Bonano, Sherwood Mangipane, Sister Elizabeth Eustis

## Schriften
- mit Al Rose New Orleans Jazz: A Family Album, Louisiana State University Press, 3. Auflage 1984